# Closterocerus tau
Closterocerus tau är en stekelart som beskrevs av Girault 1917. Closterocerus tau ingår i släktet Closterocerus och familjen finglanssteklar. Inga underarter finns listade i Catalogue of Life.